# Mohsen Sadr

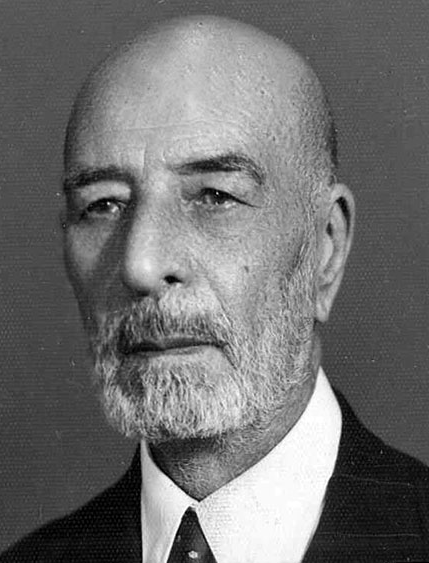
Mohsen Sadr in zijn tijd als senator.

Mohsen Sadr (ook bekend met zijn titel: Sadr ol-Ashraf [II]) (1871 – 19 oktober 1962) was een Iraanse minister-president.
Mohsen Sadr werd geboren in Mahallat in 1871 als de zoon van Seyyed Hossein 'Fakhr ol-Zakerin', een welgestelde geestelijke bij de dochter van Hajji Molla Akbar Khorassani. Hij ontving zijn titel "Sadr ol-Ashraf' na de dood van de oudste broer van zijn vader Seyyed Sadr ed-Din 'Sadr ol-Ashraf', die zelf een schoonzoon was van de zeer invloedrijke aristocraat en hoveling generaal Anoushirvan (Shir) Khan Qajar Qovanlou 'Eyn ol-Molk' 'Etezad od-Doleh' (een neef van Naser ed-Din Kadjar). Mohsen 'Sadr ol-Ashraf' gaf enige jaren onderwijs aan een zoon van Naser ed-Din Kadjar, en bekleedde daarna vele hoge overheidsposities zoals President van het Hooggerechtshof in Teheran, voorzitter van het parlement, minister van justitie (vijf termijnen), minister-president (1945) en senator (twee termijnen). Na het overlijden van de vooraanstaande prins Abdol-Hossein Mirza Farmanfarma in 1939 was hij executeur-testamentair en voogd over diens nog onmondige kinderen. Hij overleed aan een hersentumor op 19 oktober 1962, 91 jaar oud.